# Jane Pierce
Pour les articles homonymes, voir Pierce.
Jane Means Appleton Pierce, née le 12 mars 1806 à Hampton (New Hampshire) et morte le 2 décembre 1863 à Andover (Massachusetts), est l'épouse du président américain Franklin Pierce. Elle a été la Première dame des États-Unis de 1853 à 1857.

## Biographie
Leur seul fils survivant, Benjamin, a été tué dans un accident de train avant l’investiture de Franklin, envoyant Jane dans une profonde dépression qui l’affligerait pour le reste de sa vie. Dans son rôle de Première dame, elle reste au début cloitrée, passant ses journées à écrire des lettres à son fils décédé. Ses fonctions à cette époque étaient souvent remplies par Abby Kent-Means, la tante maternelle de Jane. Ce n'est qu'à la fin du mandat de son mari qu'elle assume son rôle d'hôtesse.